# Hideki Shirakawa
Hideki Shirakawa (白川 英樹 Shirakawa Hideki) (Tokio, 20 augustus 1936) is een Japans scheikundige en Nobelprijswinnaar. Hij won in 2000 samen met Alan Heeger en Alan MacDiarmid de Nobelprijs voor Scheikunde voor hun ontdekking en ontwikkeling van geleidende polymeren.

## Biografie
Shirakawa werd geboren in de familie van een militaire arts. Als kind verhuisde hij naar Takayama, Gifu, de thuisstad van zijn moeder. In 1961 studeerde hij af aan het Tokyo Institute of Technology (TITech). In 1966 kreeg hij een doctoraat van de Graduate School of Science and Engineering in TITech. Daarna ging hij aan de TITech werken als assistent. Tijdens deze periode ontwikkelde hij polyacetyleen toen tijdens het proces van polymetrisatie van acetyleen door een assistent per ongeluk een duizendmaal te veel hoeveelheid katalysator werd gebruikt. In plaats van een zwart poeder met matige geleidende eigenschappen ontstond er een 'gerafeld laagje' polyacetyleen met een zilverachtige metaalglans. Dit resultaat wekte de interesse van Alan MacDiarmid, toen die in 1975 de TITech bezocht.
In 1976 nodigde MacDiarmid Shirakawa uit om te komen werken in zijn laboratorium aan de Universiteit van Pennsylvania als een postdoc. De twee ontwikkelden samen de elektrische geleidbaarheid van polyacetyleen, samen met de Amerikaanse natuurkundige Alan Heeger. In 1977 ontdekten de drie dat doteren met jodiumdamp de geleidbaarheid van polyacetyleen sterk vergrootte. Na de publicatie van hun ontdekking ontstond een nieuw terrein van elektronica op polymeren. In 2000 kregen de drie voor hun werk op dit gebied de Nobelprijs.
In 1979 werd Shirakawa assistent-professor aan de Universiteit van Tsukuba in Japan. In 1982 werd hij hier zelfs professor. In 1991 werd Shirakawa Hoofd van de Science and Engineering Department of Graduate School aan deze universiteit. Sedert 2000 is hij professor emeritus.

## Familie
Een van Shirakawa’s familieleden is Hitomi Yoshizawa, die lid is van de zangroep Morning Musume. Hij is ook familie van Naoko Takahashi, de winnaar van de marathon voor vrouwen tijdens de Olympische Zomerspelen 2000. Shirakawa is gehuwd met Chiyoko Shibuya en heeft twee zonen: Chihiro en Yasuki.